# マリー・フォン・ヘッセン＝ダルムシュタット (1874-1878)

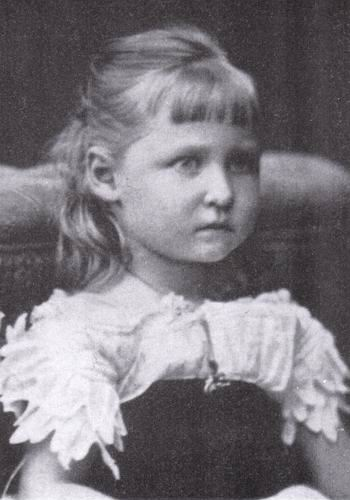
ヘッセン大公女マリー、1878年

マリー・ヴィクトリア・フェオドレ・レオポルディーネ・フォン・ヘッセン＝ダルムシュタット（Marie Viktoria Feodore Leopoldine von Hessen-Darmstadt, 1874年5月24日 ダルムシュタット - 1878年11月16日 ダルムシュタット）は、ドイツのヘッセン・ウント・バイ・ライン大公家の大公女。ヘッセン大公ルートヴィヒ4世とその最初の妻のイギリス王女アリスの間の第7子、五女。イギリスのヴィクトリア女王の孫娘の1人。
大公夫妻の末娘として、祖母のヴィクトリア女王が55歳の誕生日を迎えた日（5月24日）に生まれた。家族からはメイ（May）の愛称で呼ばれ、すぐ上の姉のアリックスと一緒の子供部屋で育てられた。1878年11月にヘッセン大公家の子供たちが相次いでジフテリアに罹患した際、姉たちが回復したのとは対照的に、高熱と喉の腫れによる呼吸困難に苦しみながら4歳で亡くなった。
母のアリス大公妃も翌12月14日に同じ病で死去している。ヘッセン大公家の墓廟には、イギリス王室お抱えの彫刻家ジョゼフ・ベームにより、マリーを胸に抱いたアリス大公妃の姿を彫った墓石が安置された。

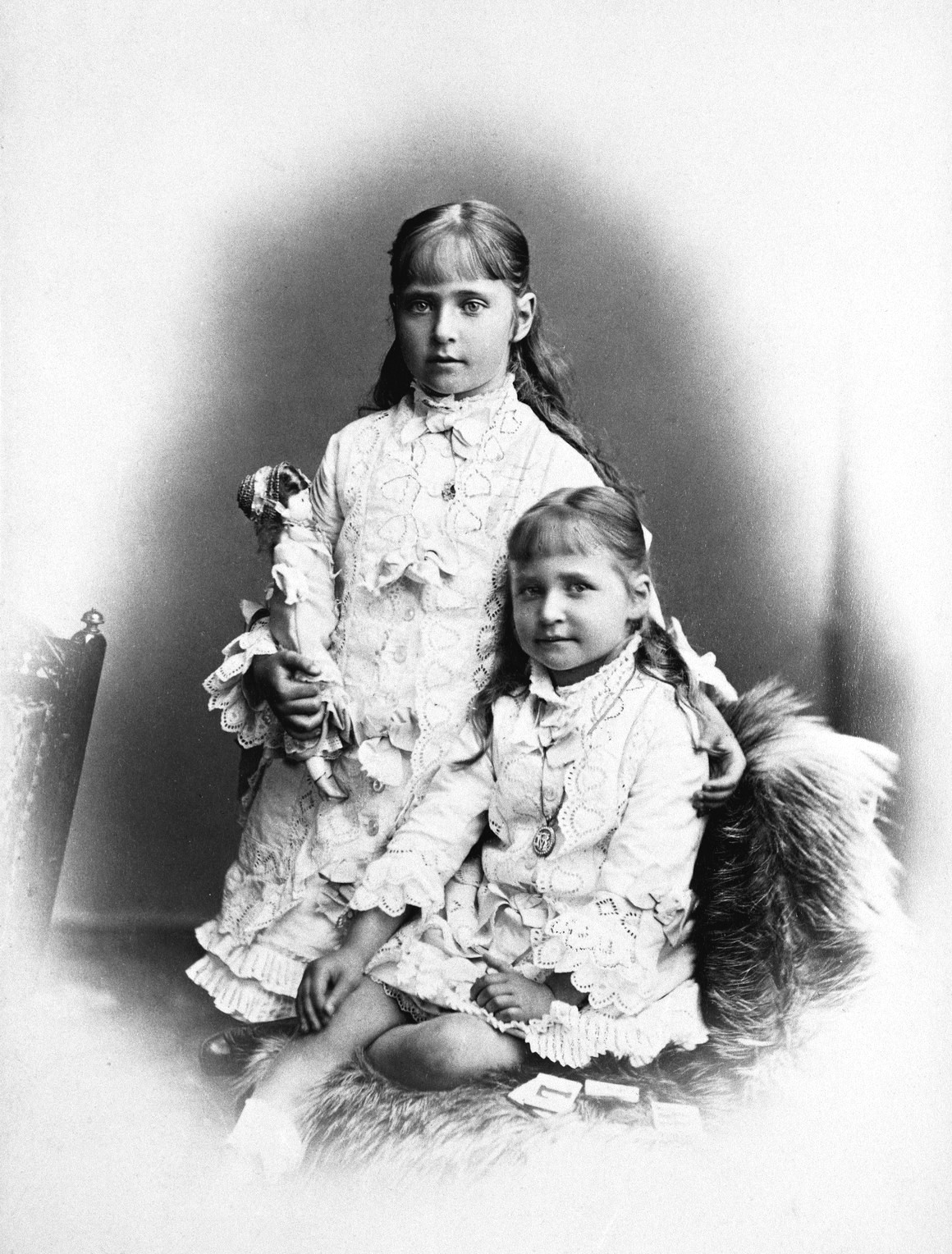
1878年、アリックスとマリー